# Omar Fayed
Omar Fayed Abdelwahab El Rakhawy (Al Minufiyah, 4 juli 2003) is een Egyptisch voetballer die in het seizoen 2024/25 door Fenerbahçe SK wordt uitgeleend aan Beerschot VA.

## Clubcarrière
Fayed maakte op 19 augustus 2022 zijn officiële debuut voor het eerste elftal van Al Moqaouloun al-Arab: in de competitiewedstrijd tegen Misr Lel Makkasa SC (0-3-winst) mocht hij in de 78e minuut invallen. Na 28 competitiewedstrijden in de Egyptian Premier League versierde Fayed in augustus 2023 een contract bij de Turkse topclub Fenerbahçe SK, dat hem een vierjarig contract bood. Een maand later leende Fenerbahçe hem voor een seizoen uit aan de Servische eersteklasser FK Novi Pazar. In september 2024 werd Fayed opnieuw uitgeleend, ditmaal aan de Belgische eersteklasser Beerschot VA. Daar kon hij door visumproblemen pas vanaf oktober in actie komen voor de Antwerpse club. Op 18 oktober 2024 maakte hij zijn officiële debuut voor de club: in de 2-1-zege tegen RSC Anderlecht viel hij in de 76e minuut in voor Faisal Al-Ghamdi.

## Interlandcarrière
Fayed nam in 2023 met Egypte –19 deel aan de Afrika Cup onder 2020. In juli 2024 selecteerde Rogério Micale hem voor de Olympische Spelen in Parijs. Fayed mocht starten in alle drie de groepswedstrijden, alsook in de kwartfinale tegen Paraguay en de halve finale tegen Frankrijk. Fayed kreeg tegen Frankrijk een rode kaart, waardoor hij drie dagen later geschorst was voor de wedstrijd voor de derde plaats, die Egypte met 0-6 verloor van Marokko.
2 Dagba ·
3 Matthys ·
4 Plat ·
5 Mbe Soh ·
6 Fayed ·
7 Reyners ·
8 Henderson ·
9 Kosiah ·
10 Verlinden ·
11 Krüger ·
13 Doucouré ·
16 Al-Ghamdi ·
17 Al-Sahafi ·
18 Sanusi  ·
19 Thiam ·
21 Vargas ·
25 Colassin ·
26 Tshimanga ·
27 Keita ·
28 Weymans ·
30 Huiberts ·
32 Wright-Phillips ·
33 Shinton ·
42 Martha ·
47 Cagro ·
51 De Stobbeleir ·
55 Nzouango ·
66 Tolis ·
71 Matijaš ·
Coach: Kuijt